# Merklova celica
Merklove celice so celice v koži in nekaterih delih sluznice vretenčarjev, ki delujejo kot mehanoreceptorji, poleg tega pa pripadajo difuznemi nevroendokrinemu sistemu (DNES). Leta 1878 jih je Robert Bonnet poimenoval po nemškem anatomu Friedrichu Merklu, ki jih je leta 1875 prvič opisal.

## Morfološke značilnosti in topografija
Merklove celice so podobne bledim keratinocitom, povprečna velikost pri sesalcih pa znaša do 10 μm. Pri vretenčarjih se v splošnem nahajajo v koži in nekaterih delih sluznice, pri sesalcih pa večinoma v bazalni plasti vrhnjici (latinsko stratum basale). V citoplazmi so prisotni majhni snopi filamentov, nevrosekretorna zrnca, ki so koncentrirana na strani bližje usnjici, kjer izhajajo živčna vlakna, včasih pa tudi manjše število melanosomov (citoplazemski organelo, ki vsebujejo melanin).

## Funkcije
Delujejo kot mehanoreceptorji, natančneje kot taktoreceptorji oziroma receptorji za dotik. Poleg tega pripadajo difuznemi nevroendokrinemu sistemu (DNES), in sicer naj bi hormone izločale v neposredno okolico (parakrina sekrecija).

## Patologija
Karcinom Merklovih celic je maligno rakasto obolenje in je 40-krat manj pogost kot maligni melanom, vendar je smrtnost v primerjavi s slednjim dvakrat večja.